# Ескімоська лайка
Ескімоська лайка — відома з прадавніх часів, належить до порід арктичних їздових собак. Перебуває в близькій спорідненості з іншими їздовими собаками: аляскінський маламут, сибірський хаскі і самоїдська лайка. Серед арктичних їздових порід собак ескімоська лайка вважається найбільш здатною. Мешканці півночі Канади і інуїти називають цю собаку кингмік. Канадська ескімоська собака є осучасненим представником.

## Історія
Вважається, що вони потрапили до Канади з Гренландії близько тисячі років тому. Ця порода дуже схожа на породу гренландський собака (наприклад, в Англії ці дві породи не розділяють, і реєструють гренландських собак, що імпортуються, як ескімоські лайки. Проте ФЦИ все ще визнає дві породи).
Потужна ескімоська лайка — незамінний засіб пересування для народів півночі. Вони можуть возити важкі вантажі і витягати на берег рибальські човни. Упряжка з двадцяти ескімоських собак може 40 км без зупинка тягнути сани вагою дві тонни. Знаменитий арктичний дослідник Macmillan одного дня виконав на упряжці ескімоських лайок 100-мильний безперервний пробіг, менш ніж за 18 годин. З цими лайками також полюють на ведмедя.
Як їздовий собака ця лайка незрівнянна. Може бути також прекрасним супутником і улюбленцем дітей. Розумна, слухняна, віддана, витривала. Не терпить грубого звернення. Дорослий собака незалежний подібно до кішки, може проявляти деяку відчуженість по відношенню до людей і не дуже любить нав'язливу увагу.
Ці собаки ніколи не гавкають, а лише виють, подібно до вовків. До життя в будинку вони не пристосовані. Цих собак заохочували до самостійного полювання, і ці інстинкти невикорінні. Тому не слід залишати ескімоську лайку без нагляду там де є інші тварини. Ескімоська лайка - примітивний і природний робочий собака. Ця порода лише для тих, хто розуміє її природу і у кого є час, щоб направити її енергію в потрібне русло.

## Стандарт породи ескімоська лайка

### Загальний вигляд
Типова шпіцеподібна собака з потужною шиєю і широкою грудною кліткою. Сильна статура, призначена для важкої роботи, а не для швидкості.

### Характер
Самостійний, орієнтований на важку роботу.    

### Голова
Велика, потужна. клиноподібна морда середньої довжини. У сук череп вужчий.   

### Очі
Глибоко посаджені, косоокі. Бажано темні, але допустимі горіхові і жовтуваті.   

### Вуха
Невеликі, трикутні, з кінчиками, що злегка округляють, покриті щільною короткою шерстю.   

### Щелепи
Сильні важкі щелепи з великими зубами. Прикус ножицеподібний.

### Шия
Коротка, пряма і дуже м'язиста.

### Передні кінцівки
Прямі, міцні і м'язисті. Товсті подушечки з шерстю між пальцями.   

### Корпус
Глибокі, широкі добре розвинені груди, помірно округлі ребра і добре розвинений поперек.    

### Задні кінцівки
Прямі і паралельні з дуже сильною мускулатурою і широкими стегнами. Товсті подушечки з шерстю між пальцями.   

### Хвіст
Високо посаджений, довгий, пухнастий, закинений на спину. Дорослі суки можуть тримати хвіст опущеним вниз.   

### Рухи
Потужні, вільні.Відмінні від рухів породи сибірський хаскі.

### Шерсть
Щільна, густа, з довгим, жорстким остевим волосом. Довжина шерсти 8-15 див., у сук коротша.   

### Забарвлення
Найрізноманітніше. Мочка носа від чорного до світло-коричневого, допускається "сніговий" ніс.   

### Розмір і вага
Висота в загривку: пси - 58-70 см, суки - 50-60 див. Вага - пси - 30-40 кг, суки - 18-30 кг   

### Недоліки
Будь-яке відхилення від вищеназваних пунктів повинне розглядатися як недолік, оцінка якого знаходиться відповідно до міри даного відхилення.
N.B.: Пси повинні мати два повноцінних сіменника, повністю опущених в мошонку.